# Mohamed Geisa
Mohamed Ahmed Geisa, né le 10 mai 1913 à Tanta et mort à une date inconnue, est un haltérophile égytpien.

## Carrière
Mohamed Geisa évolue d'abord dans la catégorie des moins de 82,5 kg, terminant huitième des Jeux olympiques d'été de 1936 à Berlin. Il concourt ensuite dans la catégorie des plus de 90 kg. Il est ensuite médaillé de bronze aux Championnats du monde d'haltérophilie 1946 à Paris et aux Championnats du monde d'haltérophilie 1951 à Milan, ainsi que médaillé d'or aux Jeux méditerranéens de 1951 à Alexandrie et médaillé d'argent aux Jeux méditerranéens de 1955 à Barcelone.